# Strâmtoarea Țarigrad

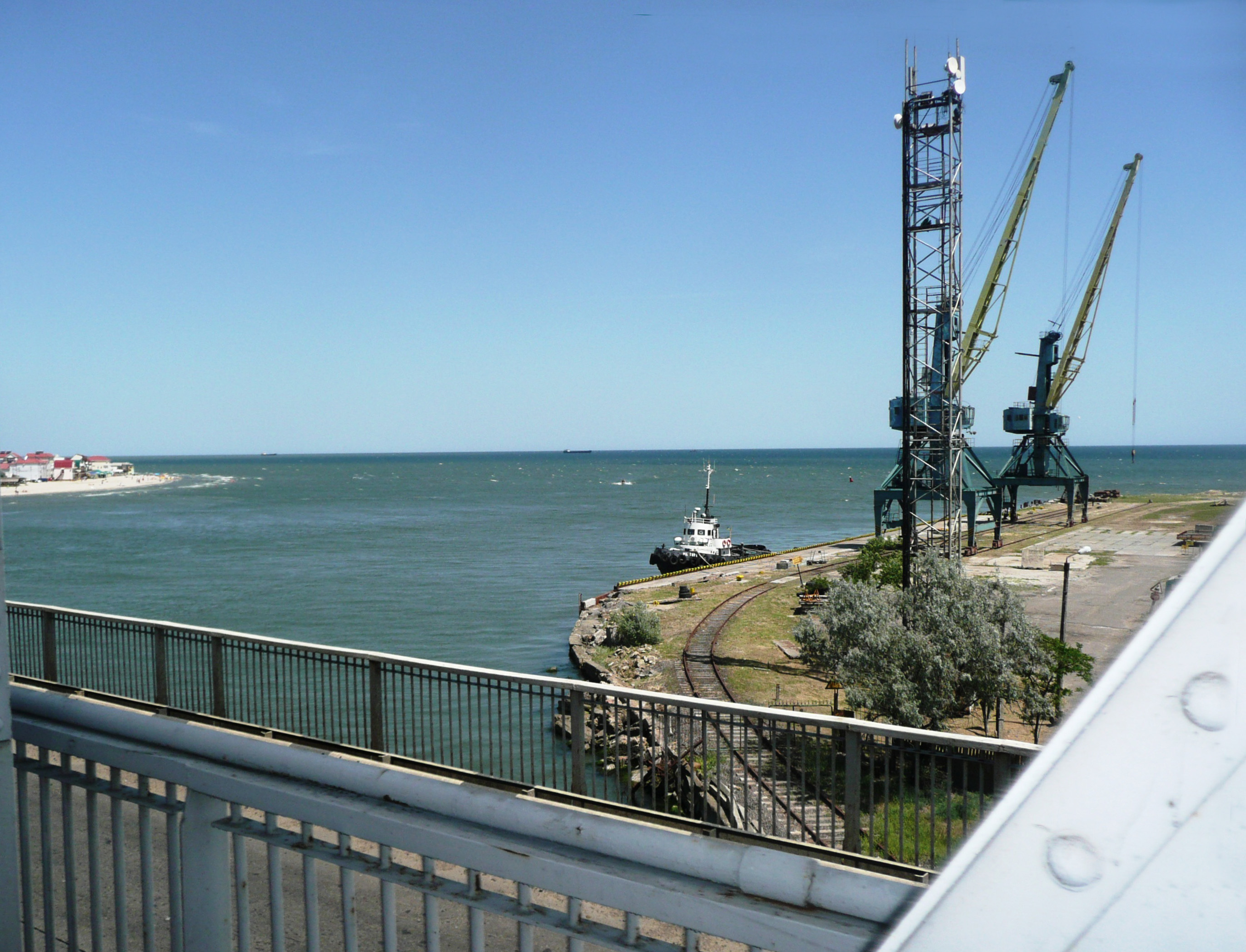
Strâmtoarea Țarigrad văzută din tren, la ieșirea din Bugaz, spre Odesa.

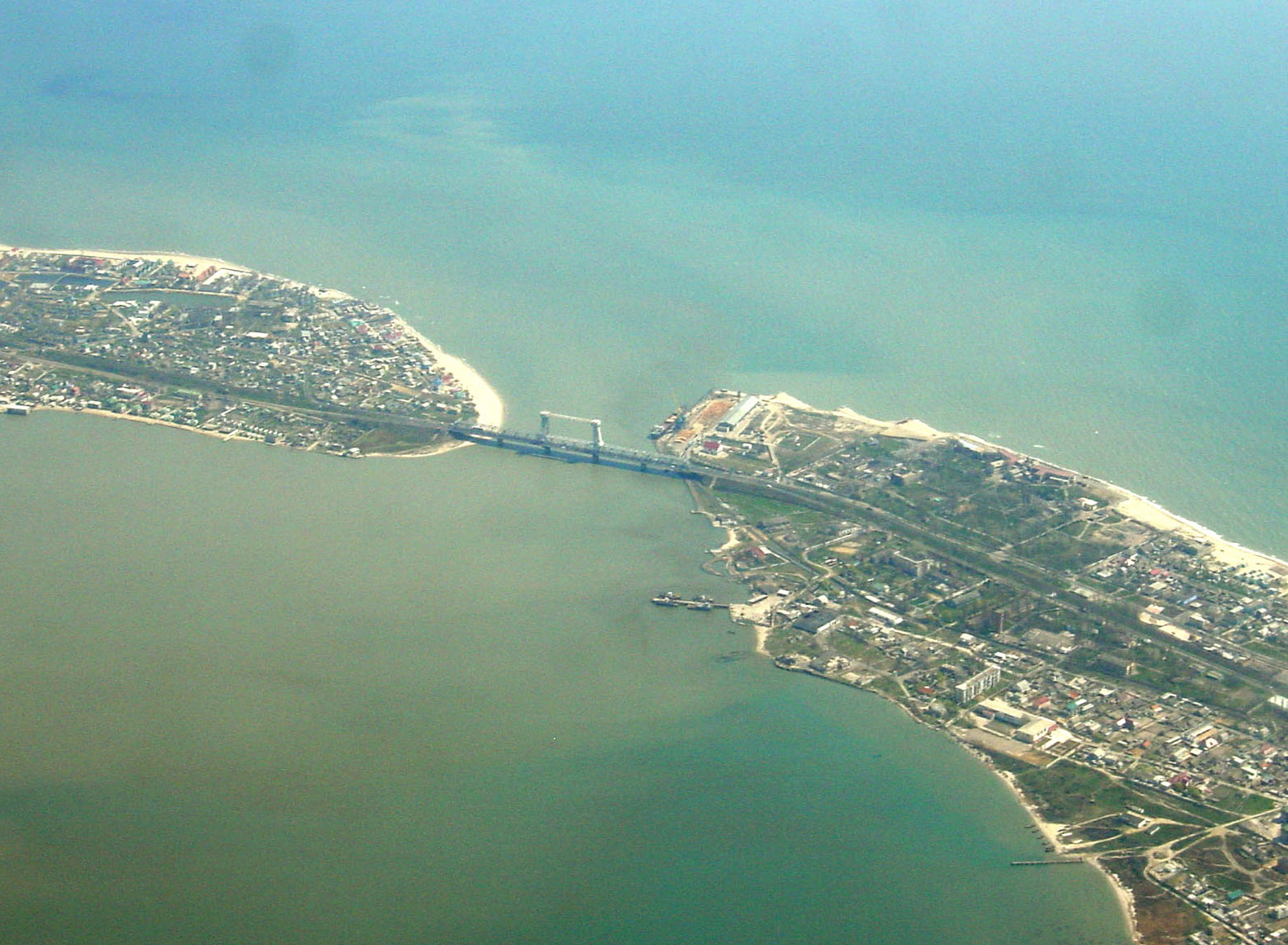
Strâmtoarea Țarigrad văzută din avion.

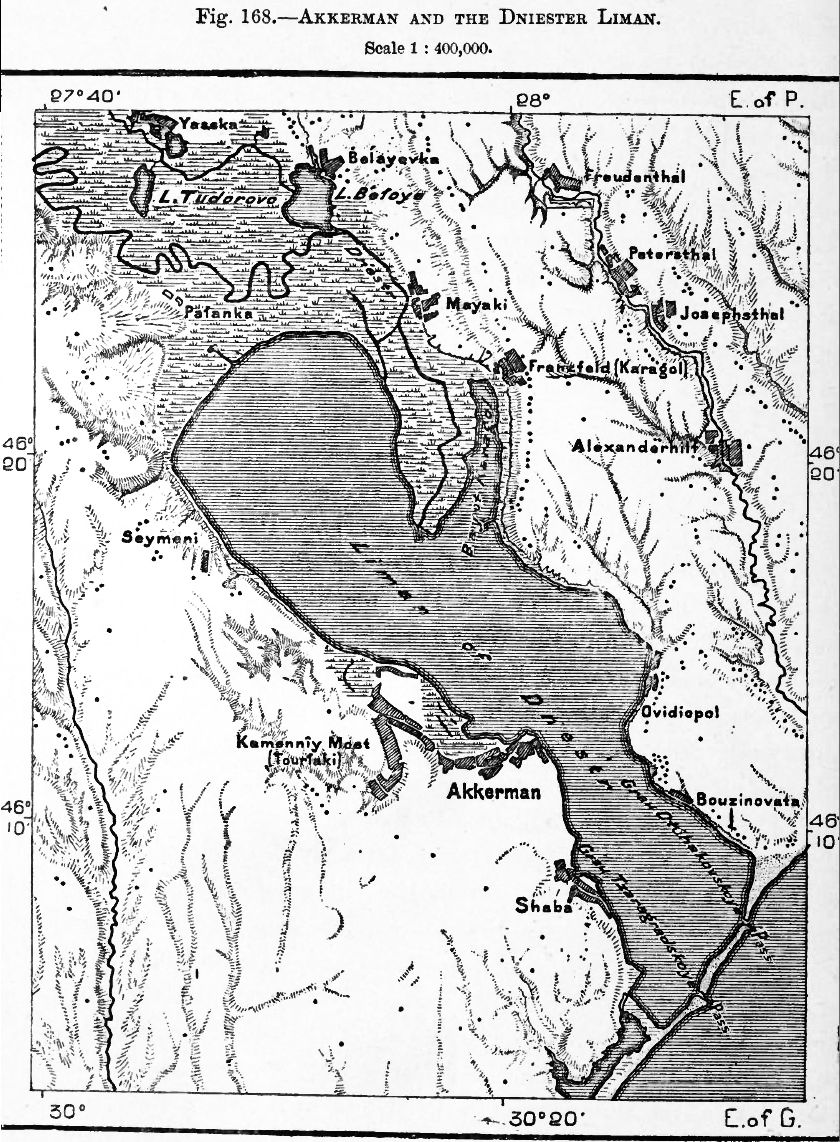
Limanul Nistrului.

Strâmtoarea Țarigrad sau Portița Nistrului (în ucraineană Цареградське гирло), cunoscută anterior și ca Gura Bugaz, este vărsarea, lată de 200 metri, care străpunge, în Ucraina, perisipul limanului Nistrului, deversând apele acestuia în Marea Neagră. 
Pe malul drept, basarabean, al portiței, se află portul și stațiunea Bugaz, iar pe cel stîng, parte a regiunii istorice Edisan, stațiunea Karolino-Bugaz. În anii 1953–1955 peste Portița Nistrului a fost construit un pod ce asigură comunicarea auto și feroviară a raioanelor din Bugeac cu celelalte raioane ale regiunii Odesa. 
În perioada interbelică, a fost punctul cel mai oriental al regatului României (longitudinea 30° 28′ 16″ Est), delimitând spre sud-vest Insula Carolina (în rusă Остров Каролины), situată între gurile Oceacov (astupată cu nisip în 1926) și Bugaz ale limanului.
În zilele de 26 și 27 aprilie 2022,  podul de peste strâmtoare a fost avariat datorită unor tiruri cu rachete, de către Forțele armate ale Federației Ruse, în timpul invaziei militare ruse în Ucraina.

## Legăturiexterne
- Strâmtoarea Țarigrad la Wikimapia